# 麥凱山脈
77°30′S 143°20′W / 77.500°S 143.333°W
麥凱山脈（英語：Mackay Mountains）是南極洲的山脈，位於瑪麗伯德地，屬於福特山脈的一部分，處於阿拉格尼山脈以南19公里，該山脈在1934年由美國探險隊發現。